# Megaluropus massiliensis
Megaluropus massiliensis is een vlokreeftensoort uit de familie van de Megaluropidae. De wetenschappelijke naam van de soort is voor het eerst geldig gepubliceerd in 1976 door Ledoyer.